# 文登专区
文登专区，中华人民共和国山东省已撤销的专区，在今山东省东部。
1950年，原胶东行署区东海专区改设为文登专区，由山东省直辖，专员公署驻文登县（今文登市）。原威海市改设威海县；撤销石岛市，并入荣成县；撤销牙前县，并入海阳、栖霞、乳山、牟平4县；原北海专区所属福山县划入文登专区。文登专区辖威海、牟平、福山、荣成、文登、昆嵛、海阳、乳山8县。
1951年，撤销威海县，复设威海市。1954年，由文登、荣成2县析置石岛县。专区辖1市、8县。 
1956年，撤销文登专区，威海市及辖县划归莱阳专区。